# Vic Morrow
Victor Morozoff (Nueva York, 14 de febrero de 1929-Ventura, California, 23 de julio de 1982), conocido artísticamente como Vic Morrow, fue un actor estadounidense famoso por la serie de televisión de los años sesenta, Combat!, así como por haber muerto mientras se rodaba una nueva versión de Twilight Zone: The Movie en 1982, al ser decapitado ―junto con dos actores niños― por las hélices de un helicóptero que cayó después de una mala maniobra.
Con su muerte, se realizó un juicio posterior que obligó a cambiar la regulación legal del trabajo efectuado por niños en los rodajes y en los efectos especiales. Durante muchos años se evitó la interacción cercana de actores y especialistas en escenas con helicóptero, hasta que la revolución tecnológica de los años 1990 posibilitó el uso de imágenes creadas por ordenador mediante efectos especiales digitales.

## Biografía

### Primeros años
Nació en el barrio de Bronx en el seno de una familia judía. Morrow dejó la escuela secundaria para unirse a la Marina de Guerra de los Estados Unidos a los diecisiete años.
Después de retirarse de la marina, estudió leyes en la Universidad Estatal de Florida y luego actuación. Entonces se enroló en el Actors Workshops de Nueva York.

### Carrera cinematográfica

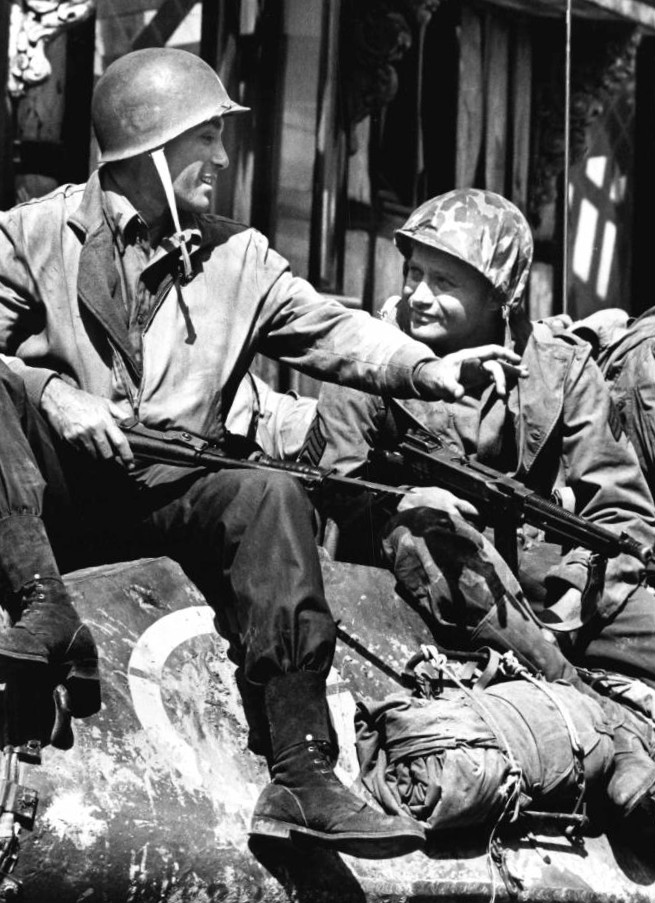
Rick Jason (izquierda) y Vic Morrow en un capítulo de la primera temporada de la serie Combat! (1962).

Vic Morrow llamó la atención interpretando a Stanley Kowalski en una producción itinerante de Un tranvía llamado Deseo.
En su primer papel cinematográfico representó a un estudiante matón que atormenta a su profesor (interpretado por Glenn Ford) en la película de 1955 Semilla de maldad, protagonizada por Sidney Poitier y Glenn Ford. Fue producida por Metro-Goldwyn-Mayer, que luego puso a Morrow en Tributo a un hombre malo (1956).
Morrow apareció en televisión como estrella invitada en programas como The Millionaire, Matinee Theatre, Climax!, Alfred Hitchcock presenta, The Restless Gun, Trackdown, Richard Diamond y Telephone Time. Morrow tuvo papeles secundarios en Men in War (1957), dirigida por Anthony Mann, y fue tercero en Hell's Five Hours (1958).
Protagonizó junto a Elvis Presley y un elenco de estrellas que incluía a Walter Matthau y Carolyn Jones en la película King Creole (1958), en la que interpretó el papel de un delincuente, dirigida por Michael Curtiz. Ese mismo año, Mann le pidió que volviera para God's Little Acre (1958).
Luego en 1960 actuó en la película Cimarrón de Anthony Mann. Después de esta película incursionó en la televisión, siendo parte destacada del elenco de la serie televisiva Combat! (1962-1967), en la cual también trabajó como director televisivo. El programa consistía en la vida de un grupo de soldados durante la Segunda Guerra Mundial (1939-1945). Gracias a esta serie Morrow se volvió mundialmente famoso y ya para cuando Combat! terminó, colaboró en el desarrollo de largometrajes para televisión y varias películas.
Fue elegido para el episodio inicial de Bonanza, «The Avenger», como una figura misteriosa conocida solo como Lassiter (llamada así por su ciudad de origen), que llega a Virginia City. Ayuda a salvar a Ben y Adam Cartwright de un ahorcamiento injusto, mientras finalmente mata a tiros a un hombre buscado, revelándose como el cazador de una turba de linchadores que mató a su padre. Después de haber matado hasta ahora a aproximadamente la mitad de la mafia, se adentra en la noche, en un episodio que se parece a la película posterior High Plains Drifter, de Clint Eastwood. Morrow apareció más tarde en el episodio de Bonanza de la tercera temporada «The Tin Badge».
Mann utilizó a Morrow por tercera vez en Cimarrón (1960), atormentando nuevamente a Glenn Ford. Se enfrentó a Audie Murphy en Posse from Hell (1961).
Morrow interpretó al teniente ingeniero y soldado Robert Benson en el episodio de 1962 «A Matter of Honor», en la serie Death Valley Days, presentada por Stanley Andrews. La historia se centra en la prometida de Benson, Indiana (interpretada por Shirley Ballard), quien intenta persuadirlo para que aumente sus ingresos vendiendo información privilegiada del ejército a magnates criminales de bienes raíces como Joseph Hooker (Howard Petrie). Trevor Bardette y Meg Wyllie interpretaron los papeles del capitán y de la señora Warner.
Morrow tuvo su primer papel protagónico en Retrato de un mafioso (1961) interpretando al neerlandés Schultz.
Continuó principalmente como actor de televisión, apareciendo en Death Valley Days, Alcoa Premiere y Suspense.

### Combat!
Morrow fue elegido para el papel principal del sargento Chip Saunders en Combat!, una serie de televisión dramática ambientada durante la Segunda Guerra Mundial, que se emitió de 1962 a 1967.

El drama televisivo de mayor duración sobre la Segunda Guerra Mundial (Combat!, de 1962 a 1967) era en realidad una colección de películas complejas de 50 minutos. Salpicados de secuencias de batalla, siguen las tribulaciones de un escuadrón desde el Día D en adelante: una cruda vista desde el suelo de hombres que intentan salvar su humanidad y sobrevivir. El melodrama, la comedia y la sátira entran en juego cuando el teniente Hanley (Rick Jason) y el sargento Saunders (Vic Morrow) guían a sus hombres hacia París. [...] La implacabilidad vacía al antihéroe Saunders: a veces, puedes ver las lápidas en sus ojos.
Gene Santoro, estudioso de la cultura pop

Su amigo y compañero actor en Combat!, Rick Jason, describió a Morrow como «un director maestro» que dirigió «una de las mejores películas contra la guerra que he visto en mi vida». Se refería al episodio de dos partes de Combat! titulado «Hills are for heroes» (‘las colinas son para los héroes’), que fue escrito por Gene L. Coon (1924-1973). Rick Jason escribió en sus memorias que Morrow «tenía poca empatía por las armas de fuego. Usaba una subametralladora Thompson en nuestras series, porque era su trabajo. En cualquier otro aspecto, nada tengo que decir de él».

### Vida personal
En 1958 Morrow se casó con la actriz y guionista Barbara Turner. Tuvieron dos hijas: Carrie Ann Morrow (1958-2016) y la actriz Jennifer Lee Morrow, también conocida como Jennifer Jason Leigh (nacida en 1962). El matrimonio con Barbara Turner finalizó en divorcio después de siete años.
Volvió a casarse en 1975 con Gale Lester, pero se separaron antes de la muerte de Morrow en julio de 1982.
Morrow se peleó con su hija Jennifer después de divorciarse de su mamá. Esta cambió su apellido a Leigh y seguían distanciados en el momento de la muerte de Morrow.
Jennifer Jason Leigh se convirtió uno de los referentes del cine independiente contemporáneo.

### Muerte

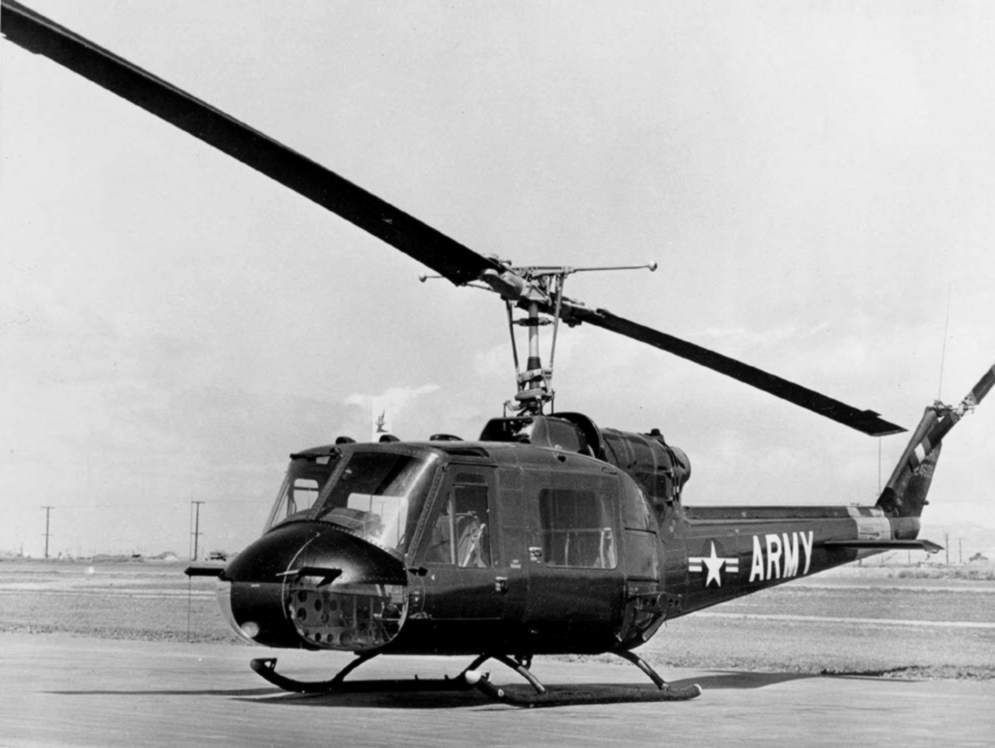
Un helicóptero Bell UH-1B Iroquois, similar al que se utilizó en el rodaje de Twilight Zone: The Movie y que le costaría la vida a Morrow.

Vic Morrow murió en la madrugada del viernes 23 de julio de 1982 durante la grabación de Twilight Zone: The Movie, protagonizada por Dan Aykroyd, Albert Brooks y John Lithgow, y producida por Steven Spielberg. Durante una escena, Morrow sujetaba a dos niños actores llamados Myca Dinh Le (de seis años) y Renee Shin-Yi Chen (de siete años), quienes habían sido contratados ilegalmente para la cinta, grabando una escena de extremo peligro. El actor interpretaba a William Bill Connors, un hombre intolerante que, indignado por haber perdido un ascenso en su trabajo en favor de un judío, muestra su racismo contra judíos, negros y asiáticos. Y en un momento dado, viaja a través del tiempo hasta la Francia invadida por los nazis ―en el marco de la Segunda Guerra Mundial― y es perseguido por policías de las Schutzstaffel. Después viaja a los Estados Unidos del siglo XX ―donde el apartheid contra los negros se dio por terminado recién en 1967―, en el que el Ku Klux Klan trata de matarlo, y finalmente viaja a la guerra de Vietnam, en donde se apiada de dos niños asiáticos y decide ayudarlos para salvarlos.
Las explosiones pirotécnicas causaron la pérdida de control del helicóptero, que comenzó a volar muy bajo, estrellándose y decapitando a Morrow y a uno de los niños con las palas del rotor principal en medio del río que estaban cruzando. El otro niño murió aplastado por el helicóptero. Los extras que iban dentro del helicóptero salieron ilesos. Morrow es considerado como el primer actor principal en morir en un plató de rodaje.
La muerte de Morrow provocó un gran impacto en el público de todo el mundo por ser ampliamente conocido y, a consecuencia de ello, en los Estados Unidos se realizaron reformas laborales para proteger a los menores de edad y se implementaron regulaciones de seguridad en los estudios cinematográficos. Para evitar problemas con la familia de Morrow, se decidió no mostrar dicha escena. El director John Landis y cuatro socios fueron absueltos en un juicio penal realizado posteriormente que los acusaba de negligencia, poca protección para los actores y de trabajo infantil ilegal. Aunque la escena se eliminó de la película, fue utilizada para la investigación policial.
El actor fue sepultado en el cementerio Hillside Memorial Park situado en Culver City, en el estado de California.

## Filmografía
| Año       | Título                                     | Papel                  | Notas                                                            |
| --------- | ------------------------------------------ | ---------------------- | ---------------------------------------------------------------- |
| 1955      | Semilla de maldad                          | Artie West             |                                                                  |
| 1956      | The Millionaire                            | Joey Diamond           | Serie de televisión, 1 episodio                                  |
| 1956      | Tribute to a Bad Man                       | Lars Peterson          |                                                                  |
| 1956      | Climax!                                    | Ted                    | Serie de televisión, 1 episodio                                  |
| 1957      | Men in War                                 | cabo James Zwickley    |                                                                  |
| 1957      | Alfred Hitchcock presenta                  | Benny Mungo            | Serie de televisión, 1 episodio                                  |
| 1958      | King Creole                                | Shark                  |                                                                  |
| 1958      | Richard Diamond, private detective         | Joe Rovi               | «The Ed Church Case» (CBS-TV)                                    |
| 1958      | God's Little Acre                          | Shaw Walden            |                                                                  |
| 1958      | The Rifleman                               | Johnny Cotton          | 1 episodio, "The angry gun"; serie de ABC                        |
| 1959      | Naked City                                 | David Greco            | 1 episodio; serie de ABC                                         |
| 1959      | The Rifleman                               | Brett Stocker          | TV, 1 episodio, "The Letter of the Law"                          |
| 1959      | Johnny Ringo                               | Bill Stoner            | CBS-TV, 1 episodio, "Kid With a Gun"                             |
| 1960      | Bonanza                                    | Lassiter               | TV, 1 episodio, "The Avenger" (3/1960, episodio 26)              |
| 1960      | The Barbara Stanwyck Show                  | Leroy Benson           | NBC-TV, 1 episodio                                               |
| 1960      | Cimarron                                   | Wes Jennings           |                                                                  |
| 1960      | The Brothers Brannagan                     | Locke                  | "Tune in for murder", episodio estreno de la serie de televisión |
| 1961      | Portrait of a Mobster                      | Dutch Schultz          |                                                                  |
| 1961      | The Tall Man                               | Skip Farrell           | 1 episodio ("Time of foreshadowing"), NBC                        |
| 1961      | The Law and Mr. Jones                      | Dr. Bigelow            | ABC-TV, 1 episodio, "A Very Special Citizen"                     |
| 1962      | The New Breed                              | Belman                 | ABC-TV, 1 episodio                                               |
| 1962–1967 | Combat!                                    | Sargento Chip Saunders | ABC-TV, 152 episodios                                            |
| 1969      | Target: Harry                              | Harry Black            | Títulos alternativos: What's In it For Harry?, How to Make It    |
| 1970      | The Immortal                               | Sheriff Dan W. Wheeler | TV, 1 episodio                                                   |
| 1970      | Dan August                                 | Steve Harrison         | ABC-TV, 1 episodio                                               |
| 1971      | Hawaii Five-O                              | Edward Heron           | CBS-TV, 1 episodio, "Two Doves and Mr. Heron"                    |
| 1971      | Mannix                                     | Eric Latimer           | CBS-TV, 1 episodio                                               |
| 1971      | Sarge                                      | Teniente Ross Edmonds  | TV, 1 episode                                                    |
| 1972      | McCloud                                    | Richard                | NBC-TV, 1 episodio                                               |
| 1972      | Owen Marshall: Counselor at Law            | Andy Capaso            | ABC-TV, 1 episodio                                               |
| 1972      | Misión imposible                           | Joseph Collins         | CBS-TV, 1 episodio                                               |
| 1973      | Love Story                                 | Dave Walters           | NBC-TV, 1 episodio, "The Cardboard House"                        |
| 1973–1974 | Police Story                               | Sargento Joe LaFrieda  | NBC-TV, 3 episodios                                              |
| 1973–1974 | The Evil Touch                             | Purvis Greene          | TV, 2 episodios                                                  |
| 1973–1974 | The Streets of San Francisco               | Vic Tolliman           | ABC-TV, 1 episodio                                               |
| 1974      | Dirty Mary, Crazy Larry                    | Capitán Franklin       |                                                                  |
| 1974      | The California Kid                         | Roy Childress          |                                                                  |
| 1975      | Wanted: Babysitter                         | Vic                    |                                                                  |
| 1975      | The Night That Panicked America            | Hank Muldoon           | Película para televisión                                         |
| 1976      | Captains and the Kings                     | Tom Hennessey          | Miniserie                                                        |
| 1976      | The Bad News Bears                         | Entrenador Roy Turner  |                                                                  |
| 1976      | Treasure of Matecumbe                      | Spangler               | Película de Disney                                               |
| 1977      | Hunter                                     |                        | CBS-TV, 1 episodio, "The K Group (primera parte)"                |
| 1977      | Roots                                      | Ames                   | miniserie de televisión del canal ABC                            |
| 1978      | Wild and Wooly                             | Warden Willis          | Película para televisión                                         |
| 1978      | Message from Space (Ucyuu karano messeiji) | General Garuda         |                                                                  |
| 1978–1980 | Charlie's Angels                           | Teniente Harry Stearns | ABC-TV, 2 episodios                                              |
| 1979      | Greatest Heroes of the Bible               | Arioch                 | TV, 1 episodio                                                   |
| 1979      | The Evictors                               | Jake Rudd              |                                                                  |
| 1979      | The Seekers                                | Leland Pell            | Película para televisión                                         |
| 1980      | Humanoids from the Deep                    | Hank Slattery          | Títulos alternativos: Humanoids of the Deep, Monster             |
| 1980      | B.A.D. Cats                                | Capitán Eugene Nathan  | TV, 9 episodes                                                   |
| 1980      | The Last Shark                             | Ron Hamer              | Títulos alternativos: Great White                                |
| 1981      | Magnum, P.I.                               | Sargento Jordan        | CBS-TV, 1 episodio                                               |
| 1982      | La isla de la fantasía                     | Douglas Picard         | ABC-TV, 1 episodio                                               |
| 1982      | 1990: The Bronx Warriors                   | Hammer                 | Penúltima película                                               |
| 1983      | Twilight Zone: The Movie                   | Bill Connor            | Fallecido durante el rodaje                                      |